# تروپاکوکائین
تروپاکوکائین (به انگلیسی: Tropacocaine) با فرمول شیمیایی C
۱۵H
۱۹NO
۲ یک ترکیب شیمیایی با شناسه پاب‌کم ۱۰۸۳۴ است. که جرم مولی آن ۲۴۵٫۳۱۶۹ g/mol می‌باشد. 